# Squadra guatemalteca di Fed Cup
La squadra guatemalteca di Fed Cup rappresenta il Guatemala nella Fed Cup, ed è posta sotto l'egida della Federación Nacional de Tenis de Guatemala.
Essa partecipa alla competizione dal 1992, e ad oggi il suo miglior risultato è il raggiungimento del gruppo I della zona Americana.

## Organico 2011
Aggiornato ai match del gruppo II (16-21 maggio 2011). Fra parentesi il ranking della giocatrice nei giorni della disputa degli incontri.
- Kirsten-Andrea Weedon (WTA #)
- Daniela Schippers (WTA #)
- Paulina Schippers (WTA #)

## Ranking ITF
- Il prossimo aggiornamento del ranking è previsto per il mese di febbraio 2012.

| Guatemala nel Ranking ITF (aggiornata al 7 novembre 2011) |                      |        |                          |
| Pos                                                       | Squadra              | Punti  | Gruppo                   |
| 45                                                        | Bosnia ed Erzegovina | 727.75 | Gruppo I - Europa/Africa |
| 46                                                        | Portogallo           | 677.50 | Gruppo I - Europa/Africa |
| 47                                                        | Lussemburgo          | 612.00 | Gruppo I - Europa/Africa |
| 48                                                        | Guatemala            | 611.75 | Gruppo II - Americhe     |
| 49                                                        | Porto Rico           | 579.50 | Gruppo II - Americhe     |
| 50                                                        | Venezuela            | 579.25 | Gruppo I - Americhe      |
| 51                                                        | Hong Kong            | 569.00 | Gruppo II - Asia/Oceania |